# Марко Глухаковић
Марко Глухаковић (16. јун 1994, Брчко) босанскохерцеговачки је композитор и музички продуцент.
На почетку каријере наступао је као DJ MS. Власник је продукцијске куће MS PRODUCTION. Дугогодишњи је сарадник Цвије, Сање Вучић и Тее Таировић.

## Избор песама
- Сања Вучић (Омађијан, Зеленоока, Ханума, Ђердан, Крива је кафана)
- Теа Таировић (100%, Теа, Израел и Палестина, Хало, овде Ђаво)
- Бресквица (Куме мој)
- Емир Ђуловић (Живи моје мило)
- Газда Паја (Дизел)